# Stylosomus tamarisci
Stylosomus tamarisci là một loài bọ cánh cứng trong họ Chrysomelidae. Loài này được Herrich-Schaeffer miêu tả khoa học năm 1838.